# Терлецький Стефан Олексійович

Стефан Терлецький з Маргарет Тетчер

Стефан Олексійович Терлецький (англ. Stefan Terlezki; 29 жовтня 1927 в с. Антонівка, тепер — Тлумацького району Івано-Франківської області — 21 лютого 2006) — британський політик, український діаспорний діяч, депутат Ради Європи. Перший етнічний українець, який був членом британського парламенту, радник прем'єр-міністра Маргарет Тетчер, бізнесмен, меценат.

## Біографія
Життєвий шлях Стефана Терлецького розпочався на Івано-Франківщині. Він народився у селі Антонівка Тлумацького району. Ця територія на той час була у складі Речі Посполитої. В Антонівці Стефан закінчив місцеву польську школу, де його навчали грамоти. Першою вчителькою його була українська поетеса Марія Ленерт-Домбровська (1881—1963 рр.), відома під псевдонімом Марійка Підгірянка.
Батько Стефана — Олекса Терлецький — вів домашнє господарство і допомагав своїм односельцям на будівництві, працював на цегельному заводі. У 1939 р., згідно з пактом Молотова – Рібентропа, західна частина України була анексована СРСР, і до Антонівки прийшли великі зміни. Від радянської влади постраждало багато родичів Стефана. Його дядько разом із родиною був «розкуркулений» і засланий до Сибіру після того, як заплатив сусідам за допомогу у збиранні врожаю. Як «українські націоналісти» до східних районів СРСР були вислані також двоюрідні брати Стефана, які навчалися в Івано-Франківську. Це сприяло формуванню у хлопця стійких антирадянських поглядів.
Після початку німецько-радянської війни й приходу німців, 14-річний Стефан змушений був працювати на військових об'єктах — він ремонтував разом з іншими односельцями залізничний міст через Дністер, пошкоджений під час відступу радянської армії. У той же період С.Терлецький став свідком масових розстрілів нацистами місцевих євреїв. Його родина співчувала єврейському населенню й усіляко намагалася врятувати хоча б декого. Так, Стефан просив свого батька виклопотати у місцевого католицького священика християнське свідоцтво про народження для порятунку від розстрілу однієї з жертв.
Після завершення будівництва мосту 14-річний підліток опинився на ринку невільничої праці в Австрії, звідки він потрапив як безкоштовний працівник до одного з фермерів у місті Фойтберґ неподалік від Ґраца. Тут він пробув до 1945 р. Таким чином, С.Терлецький практично все своє життя прожив без підтримки рідних — зокрема, власного батька він зміг побачити лише через 42 роки. Коли Фойтберґ зайняли радянські війська, Стефан сподівався, що його переправлять на Батьківщину, проте колишнім підневільним працівникам оголосили, що вони поїдуть на Далекий Схід для допомоги у війні проти Японії. І тут С.Терлецький вирішив кардинально змінити свою долю. У Будапешті він утік із радянського потягу, що прямував на Далекий Схід, і повернувся у Фойтберґ, який із липня 1945 р. опинився у складі британської зони окупації. Деякий час Стефан переховувався у лісі біля річки Раб. Урешті-решт він потрапив до табору переміщених осіб у Вілачі, де знайшов собі роботу на кухні британської військової бази.
У 1948 р. Стефанові дозволили легально емігрувати до Великої Британії, де він улаштувався робітником на вугільну шахту в Уельсі. Початок британського життя майбутнього політика був досить скромним — він приїхав у цю країну, маючи у кишені 40 австрійських шилінгів, які зміг обміняти в Лондоні на 1 британський фунт. Проте свою роль відіграли його кулінарні здібності, і згодом С.Терлецький переходить на легшу роботу — до буфету гуртожитку гірників. Потім він працював в управлінні готелями в уельських містечках Порткоул і Сванеє, а пізніше взяв банківську позику, щоб купити власний готель в Абериствиті, а потім і у Кардіфі. Із того часу життя Стефана було назавжди пов'язане зі столицею Уельсу — Кардіфом. Навчаючись тут у середній школі та Кардіфському коледжі харчових технологій і комерції він добре опанував англійську мову. Незабаром одружився з місцевою мешканкою — Мері. Як підкреслював сам Стефан Терлецький у своїх спогадах, у той період він позбувся останніх ілюзій щодо радянської політики. Зокрема, у 1958 р. він дізнався про те, що його батько та сестра були заарештовані за «націоналістичну діяльність» і вислані на шість років до Сибіру. Мати померла ще під час Другої світової війни від інфаркту. Стефан мав змогу контактувати з рідними й навіть отримував листи від батька, який писав з елементами «табірного» гумору під наглядом пильної радянської цензури: «У нас тут чудовий клімат, 12 місяців у нас зима, усе інше — літо».

### Політична кар'єра
1964 року С. Терлецькі вступив до Консервативної партії: «Я став консерватором тому, що на власні очі бачив і комунізм, і нацизм. Консерватори ж за демократію і бізнес — те, чого я та моя родина досі не знали».
Політична кар'єра С.Терлецького розпочалася у 1968 р., коли він став членом міської ради Кардіфа (Уельс) від консерваторів.
У 1974 Стефан Терлецький балотувався до британського парламенту, але програв тодішньому лейбористському прем'єру Джеймсу Каллагану. Із самого початку своєї політичної діяльності С.Терлецький багато уваги приділяв міжнародним питанням. Так, у розпал «холодної війни» він наполягав на створені Великою Британією міцного військового щита, який би «перешкоджав агресивній політиці Радянського Союзу». «У жодному разі не можна погоджуватися на пропозицію Росії скоротити наші сили в Європі. — зазначав політик у 1973 р. — Це саме тим, чого марксисти і ліві соціалісти хочуть добитися від нас. Як людина, яка народилася в рабстві, я хочу померти вільним».
С.Терлецький був також прихильником тісних зв'язків Великої Британії з Європою і багато працював у цьому напрямку. Його політична кар'єра вийшла на новий щабель, коли він очолював (1973—1975 рр.) громадсько-політичну організацію «Залишмо Британію в Європі». Також був представником політичної групи партії британських консерваторів в Європі. У 1975—1980 рр. він, крім того, обіймав посаду віце-президента молодіжної організації консерваторів в Уельсі.
Консерватизм політичних поглядів С.Терлецького проявлявся в усьому. Зокрема, він закликав до повернення країни до обов'язкової військової служби, а також
лобіював законопроєкт щодо запровадження нового державного свята — Національного дня Уїнстона Черчіля, який повинен був відзначатися 10 травня, у день, коли відомий політик вперше вступив на посаду прем'єр-міністра, пропонуючи замінити популярні серед європейських лівих травневі свята, які він уважав шкідливими та антидержавними за своєю суттю.
Був головою Комісії у справах ліцензій при міській раді Кардіффа (столиця Уельсу, Велика Британія; 1975—80), головою Комісії у справах служб довколишнього середовища (1979—80), головою спільної дорадчої комісії при службі здоров’я Південногламорганського округу (1978—79), радником Кардіффської міської та Південногламорганської окружної рад (1968—84), референтом преси Консервативної групи в зазначених радах (1970—83), членом особливої Парламентської комісії з Валлійських питань (1983—87), членом Парламентської делегації Сполученого Королівства до Ради Європи й Західноєвроп. Союзу (1984—87). Упродовж багатьох років був радником Союзу українців у Великій Британії.
С.Терлецький брав активну участь у громадському житі Кардіфа, зокрема, його, як відданого футбольного вболівальника та популяризатора спорту, було запрошено на посаду директора міського футбольного клубу «Кардіф-Сіті» (1975—1977 рр .).За його ініціативою у цей період до традиційного блакитного кольору форми гравців популярного у Великій Британії клубу додається жовтий. Під час його керівництва «Кардіф-Сіті» досяг значних спортивних успіхів. Так, у сезоні 1976—1977 рр. він вийшов на європейську арену та брав участь у розіграші Кубку кубків. У першому колі турніру суперником валлійців виступала команда із СРСР — тбіліське «Динамо». С.Терлецький не поїхав разом із командою на гру-відповідь у Тбілісі. Очевидно, він не хотів ризикувати, адже йому могли пригадати втечу в 1945 р. із радянського військового ешелону. Також Стефан багато зробив в боротьбі з футбольними хуліганами.
Протягом 1980-х рр. С.Терлецький, використовуючи свої зв'язки у Вестмінстері, робив спроби добитися зустрічі зі своїм батьком. Спочатку він через знайомих у міністерстві закордонних справ домовився винести дане питання на порядок денний зустрічі глави британського зовнішньополітичного відомства Дж. Гау з його радянським колегою А.Ґромиком. Унаслідок цих переговорів у жовтні 1984 р. його батько був звільнений і навіть зміг повернутися до рідної Антонівки. Того ж року у результаті подальших перемовин МЗС Великої Британії та СРСР і за спеціальним дозволом КДБ батько Стефана — Олексій Терлецький — отримав можливість приїхати до Сполученого Королівства. Ця подія широко висвітлювалася в уельській пресі та була сприйнята британським суспільством як маленька перемога над радянським режимом. Та з поверненням в Україну його батько був паралізований і не міг розмовляти, а коли вже сам Стефан Терлецький зібрався у 1986 р. відвідати Антонівку, то перед виїздом він дізнався, що його батько помер. Він навіть не зміг приїхати на його похорон через затримку з візовим питанням. Проте вже коли в окупованій комуністами Україні тривала  «перебудова», С.Терлецький із дружиною все ж таки відвідали могилу батька та рідну Антонівку як члени британської делегації, що прибула на запрошення одного з радянських лідерів.

### Депутат Парламенту
Терлецький став депутатом парламенту у 1983 році, коли до влади прийшла Маргарет Тетчер, яка обрала його своїм радником. Він став першим етнічним українцем, який удостоївся високого звання – депутата британського парламенту. «Якби мої рідні в Україні знали, що я тут стою і знали, що я кажу, то в них текли б сльози радості» - такими були перші слова Стефана Терлецького в легендарному Вестмінстері.
Протягом цілої парламентської каденції С.Терлецький зарекомендував себе як послідовний опонент радянського комуністичного режиму. Так, в одному зі своїх виступів 24 січня 1984 р. він запитував голову МВС країни про те, «які заходи вживаються для перешкоджання морякам радянських торгових суден займатися шпигунською діяльністю під час заходу в англійські морські порти»
У своїй діяльності С.Терлецький постійно прагнув виділити в очах британської громадськості Україну як окрему державу, підштовхнути владу Великої Британії до формування окремої політики щодо УРСР. Зокрема, під час парламентських дебатів 4 квітня 1984 р. С.Терлецький запитав тогочасного керівника англійського зовнішньополітичного відомства: «Який статус уряд її величності надає Україні?», та отримав відповідь М.Ріфкінда: «Ми визнаємо Українську Радянську Соціалістичну Республіку у складі Союзу Радянських Соціалістичних Республік». Потім С.Терлецький запитав, чи не вплине на офіційну позицію Сполученого Королівства обрання радянської України до Ради Безпеки ООН? На що було заявлено: цей факт аж ніяк не означає визнання УРСР як незалежної держави. Незважаючи на це, такі депутатські запити С.Терлецького можна вважати першою спробою порушити питання про незалежність України на європейському рівні.
У 1985 р. С.Терлецький переймався проблемою гонки озброєнь. Зокрема, на слуханнях у палаті громад 15 січня 1986 р. він звертався до секретаря у справах державної торгівлі Великої Британії, чи можливе використання СРСР британських промислових технологій для розвитку радянського військово-промислового комплексу та вдосконалення ядерних озброєнь? На це тодішній керівник комітету державної торгівлі П.Ченон відповів, що «це неможливо, і для цього існує контроль за експортом, а також є можливість припинити експорт, якщо такі факти будуть виявлені». 
Початок «перебудови» у СРСР С.Терлецький сприйняв як першу ластівку надії на майбутню незалежність України. Весна 1986 р. стала важливою віхою його кар'єри, розквітом його активності, у тому числі у питаннях щодо англо-радянських взаємин та змін у радянському суспільстві. Особливо С.Терлецький переймався питаннями відкриття дипломатичного представництва Великої Британії у Києві. Так, на слуханнях у палаті громад 12 травня 1986 р. він звернувся із запитом до секретаря закордонних справ та у справах Співдружності, чи не вважає він за необхідне відкриття британського консульства у Києві? Тодішній голова зовнішньополітичного відомства відповів, що «Британія не планує відкривати консульство у Києві, а інтереси британських підданих, які проживають або тимчасово перебувають у Києві, охоплені консульськими послугами посольства її величності у Москві».
С.Терлецький щиро переймався долею населення України після Чорнобильської катастрофи. Зокрема, він брав активну участь у парламентських слуханнях, присвячених цій проблемі. С.Терлецький звернувся із запитом до голови міністерства внутрішніх справ Ґ.Шоу, коли саме він отримав першу інформацію про вибух реактора у Чорнобилі? Відповідь була така, що "коли від Радянського Союзу повідомлення з цього приводу були відсутні, перша інформація про інцидент надійшла від європейських країн. Офіцер підрозділу «Devon emergency» зателефонував до МВС із цього приводу, вислухавши 28 квітня 1986 р. радіоповідомлення щодо ймовірної ядерної аварії у СРСР.
Одним з основних напрямів активності С.Терлецького також була правозахисна діяльність. Протягом 1986 р. він порушував питання щодо підтримки відповідного руху у СРСР. Зокрема, на слуханнях про стан справ із правами людини у Радянському Союзі 18 листопада 1986 р. С.Терлецький запитував голову МЗС Великої Британії, чи подаватиме він ноту протесту щодо глушіння західних радіостанцій радянськими спецслужбами та арешту 41 члена Гельсінської правозахисної спілки? На це очільник відомства Т.Рентон зазначив, що "Британія порушить це питання через Організацію з безпеки та співробітництва в Європі (ОБСЄ).
Останні виступи члена парламенту С.Терлецького (січень 1987 р.) стосувалися навчання британських студентів у Києві, проблем дотримання прав людини у СРСР, англо-радянських торговельних відносин тощо.
У травні 1987 у Страсбурзі (Франція) вніс на розгляд Парламентської асамблеї Ради Європи постанову щодо права українського народу на самовизначення й ситуації в Україні, яку підписали 30 послів (депутатів) Європейського парламенту. Подібну постанову вніс на розгляд Парламентської асамблеї Ради Європи й стосовно права польського народу на самовизначення, а роком раніше виголосив головну промову в Парламентській асамблеї Ради Європи щодо права Естонії, Латвії та Литви на самовизначення. У складі офіційної британської делегацій побував більш ніж у 30-ти країнах.
У 1987 р. С.Терлецький втратив місце у парламенті від свого округу, поступившись Р.Морґану. Але у 1989 р. він отримав не менш почесну посаду представника британського уряду в комітеті з прав людини Ради Європи. На думку керівництва консервативної партії Великої Британії, Стефан Терлецький, який багато пережив за своє життя, найкраще підходив для цієї посади, яка передбачала участь у перевірці умов утримання англійців та інших громадян у в'язницях у різних регіонах Європи, у тому числі у колишніх країнах соціалістичного блоку. Він вимагав від європейських урядовців дотримання прав ув'язнених, активно виступав проти тортур у тюрмах.
Коли розпався СРСР С.Терлецький став одним із палких прихильників незалежності України та захисників її політичних інтересів на теренах Європи. Політик також підтримував процес здобуття незалежності іншими, зокрема, прибалтійськими республіками. Так, в одному зі своїх виступів він назвав примусове включення держав Балтії до складу СРСР «однією з найсерйозніших несправедливостей нашого часу».
У 1992 р. королева Великої Британії нагородила С.Терлецького Орденом командора Британської імперії ("Commander of the Order of the British Empire") — однією з найвищих державних нагород Сполученого Королівства, якою відзначаються особливі заслуги громадянина перед державою, а також срібну ювілейну медаль Її Величності Королеви за публічні та спортивні заслуги в Уельсі.
Британський українець користувався повагою колег та навіть політичних опонентів із лав лейбористської партії. Як, зокрема, зазначав його суперник на виборах в Уельсі К.Бренан: "Незважаючи на наші розбіжності з політичних питань, я дуже поважаю його чудовий життєвий шлях і те, чого він досяг у житі та під час перебування депутатом парламенту від Західного Кардіфа. Ґ.Ніл, лідер консерваторів у Кардіфській раді, характеризував С.Терлецького як «відвертого і дуже сильного оратора».
Вісім років С.Терлецькі представляв Велику Британію в Раді Європи (за нього проголосували 650 членів британського парламенту). Колишній остарбайтер ніколи не забував своєї батьківщини та її мови. Він захоплювався історією й всі знахідки, що стосувалися невідомих сторінок нашого краю, передавав до музеїв Івано-Франківська. За його сприяння і допомоги побудований міст через річку Тумачик в с. Антонівка.
В останні роки життя С.Терлецький (член Консервативної партії Великої Британії) — почесний член Європарламенту і член Палати общин британського парламенту, був знайомий з усіма політиками першої величини Англії, а також чи не всіх інших країн Європи і Америки. Цей українець зустрічався з Папою Римським Іоанном Павлом ІІ, президентом США Р. Рейганом, лідером СРСР М. Горбачовим, котрого змусив не тільки перейти на українську мову, а й прочитати напам’ять «Заповіт» і уривок з поеми «Кавказ».

Зустріч Стефана Терлецького з Віктором Ющенком, 2006

У липні 2005 р. С.Терлецький видав історію свого життя під назвою «Від війни до Вестмінстера», над якою працював декілька років. Цю книгу схвально сприйняла британська громадськість. Сам автор давав багато коментарів щодо свого життєвого досвіду. Так, в одному з інтерв'ю телерадіокомпанії «Бі-Бі-Сі-Уельс», він, зокрема, зазначав: «Робота на фермі була пеклом з тієї простої причини, що я, будучи просто рабом, не мав жодних прав». С. Терлецький щиро вітав демократичні перетворення в Україні періоду «Помаранчевої революції», у 2005 р. він зустрічався із президентом В. Ющенком та відзначив певні досягнення у сфері свободи слова і прав людини.
Помер Стефан Терлецький 21 лютого 2006 року. Особистий архів політика його родичі передали до Українського товариства у Лондоні.